# Buran 2.03
| Buran-Programm | Buran-Programm                       |
| -------------- | ------------------------------------ |
| Shuttle-Name:  | Buran 2.03 (OK-5K / 2.03 / 11F35 5K) |
| Erster Start:  | -                                    |
| Letzter Start: | -                                    |
| Länge:         | 36 m                                 |
| Höhe:          | 16 m                                 |
| Gewicht:       | 80 Tonnen                            |

Die Buran 2.03 (GRAU-Index 11F35 K5) war eine geplante Raumfähre des sowjetischen Buran-Programms, die äußerlich dem US-amerikanischen Space Shuttle geähnelt hätte. Der Bau der Fähre hatte gerade erst begonnen, als das Buran-Programm eingestellt wurde.
2.03 war als Shuttle-Orbiter der zweiten Serie geplant, technisch identisch mit der Buran 2.01 und der Buran 2.02. Sie sollte komplett in Moskau gebaut und mit einer An-225 zum Kosmodrom Baikonur transportiert werden. Die Teile, die gebaut worden waren, wurden kurz darauf entsorgt, und schon 1995 war nichts mehr davon übrig geblieben. Einige der Hitzeschutzkacheln von Orbiter 2.03 wurden im Internet versteigert.